# Соловестру
Соловестру (рум. Solovăstru) — село у повіті Муреш в Румунії. Адміністративний центр комуни Соловестру.
Село розташоване на відстані 279 км на північ від Бухареста, 30 км на північний схід від Тиргу-Муреша, 89 км на схід від Клуж-Напоки, 140 км на північний захід від Брашова.

## Населення
За даними перепису населення 2002 року у селі проживала 1621 особа.
Національний склад населення села:
| Національність | Кількість осіб | Відсоток |
| -------------- | -------------- | -------- |
| румуни         | 1510           | 93,2%    |
| цигани         | 97             | 6,0%     |
| угорці         | 10             | 0,6%     |

Рідною мовою назвали:
| Мова      | Кількість осіб | Відсоток |
| --------- | -------------- | -------- |
| румунська | 1604           | 99,0%    |
| угорська  | 9              | 0,6%     |
| циганська | 5              | 0,3%     |